# Карбід вольфраму
Карбі́д вольфра́му (монокарбід вольфраму) — хімічна сполука вуглецю і вольфраму з хімічною формулою WC. Являє собою фазу впровадження, що містить 6,1 % С (за масою) і не має області гомогенності. Характеризується високою твердістю (9 за шкалою Мооса) та зносостійкістю.

## Отримання
Карбід вольфраму можна отримати одним зі таких способів.
Безпосереднім насиченням вольфраму вуглецемВ основі процесу отримання карбіду вольфраму лежить реакція:
{\displaystyle {\mathsf {W+C=WC}}}
Утворення WC відбувається з утворенням на поверхні вольфраму частинок монокарбіду вольфраму, з якого всередину дифундує вуглець і утворює глибше розташований шар карбіду дивольфраму (W2C).
При отриманні WC використовують порошок вольфраму, відновлений з його оксиду, і сажу. Взяті у необхідній пропорції порошки змішують потім брикетують або насипають з ущільненням у графітові контейнери й поміщають у піч. Для захисту порошку від окиснення процес синтезу ведуть у середовищі водню, який взаємодіючи з вуглецем при температурі від 1300 °C утворює ацетилен. Утворення карбіду вольфраму відбувається в основному через газову фазу за рахунок вуглецю, що міститься в газах. Реакції карбідизації описуються такими рівняннями:
{\displaystyle {\mathsf {2C+H_{2}=C_{2}H_{2}}}}
{\displaystyle {\mathsf {2W+C_{2}H_{2}=2WC+H_{2}}}}
При наявності у середовищі монооксиду вуглецю процес проходить за реакцією:
{\displaystyle {\mathsf {C+CO_{2}=2CO}}}
{\displaystyle {\mathsf {2CO+W=WC+CO_{2}}}}
Зазвичай процес отримання карбіду вольфраму ведуть за температури 1300…1350 °C для дрібнозернистих порошків вольфраму і 1600 °C для крупнозернистих, а час витримки становить від 1 до 2 годин. Отримані злегка спечені блоки карбіду вольфраму подрібнюють і просівають через сита.
Відновленням оксиду вольфраму вуглецем з наступною карбідизацією.
Цей метод на відміну від описаного вище суміщає процес відновлення і карбідизації вольфраму, при цьому у шихту додають недостаючу кількість сажі для утворення карбіду. Відновлення оксиду вольфраму WO3 відбувається через газову фазу в середовищі CO і водню.
Відновленням сполук вольфраму з подальшою карбідизацією
Ще одним способом отримання карбіду вольфраму є нагрівання суміші вольфрамової кислоти, вольфрамового ангідриду (WO3) або паравольфрамату амонію ((NH4)10∙[H2W12O42]∙xH2O) у середовищі водню і метану при температурі 850…1000 °C.
Осадженням з газової фази
Отримання карбіду вольфраму з газової фази ґрунтується на розкладанні карбонілу вольфраму при температурі 1000 °C.
Електролізом розплавлених солей
Електроліз суміші розплавлених борату натрію, карбонату натрію, фториду літію і вольфрамового ангідриду дозволяє отримати карбід вольфраму.
Вирощуванням монокристалів карбіду вольфраму
Монокристали WC можуть бути отримані вирощуванням з розплаву. Для цього суміш зі складом Co−40 %WC плавлять у тиглі з оксиду алюмінію при температурі 1600 °C і після гомогенізації розплаву температуру знижують до 1500 °C зі швидкістю 1−3 °C/хв й витримують за цієї температури протягом 12 годин. Після цього зразок охолоджують та розчиняють кобальтову матрицю у киплячій соляній кислоті. Також може бути використаний метод Чохральського для вирощування великих монокристалів (до 1 см).

## Фізичні властивості

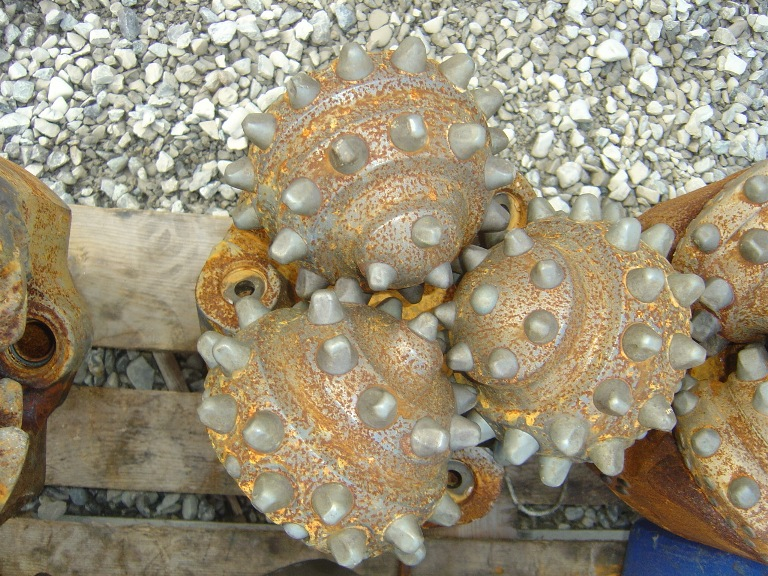
Триконусний роликовий конус у зборі від бурової коронки, на якому видно виступаючі шипи з карбіду вольфраму.

Карбід вольфраму має вигляд порошку сірого кольору. Має дві кристалографічні модифікації: α-WC з гексагональною ґраткою (періоди ґратки a = 0,2906 нм, c = 0,2839 нм), просторова група P6m2 і β-WC з кубічною гранецентрованою ґраткою (a = 0,4220 нм), просторова група Fm3m, яка є стійкою за температури понад 2525 °C. При цьому в інтервалі температур 2525…2755 °C існують обидві фази. Фаза α-WC не має області гомогенності, тому відхилення від стехіометричного складу приводить до появи карбіду дивольфраму (W2C) або графіту. При нагріванні вище від 2755 °C α-WC розкладається з утворенням вуглецю і фази β-WC. Фаза β-WC описується формулою β-WC1-x, де (0 ≤ x ≤ 0,41) і має широку область гомогенності, яка з пониженням температури зменшується.
Зазвичай карбід вольфраму вважається крихкою сполукою, однак виявлено, що під навантаженням він має деякі пластичні властивості, які проявляються у вигляді смуг ковзання.
Кристали карбіду вольфраму мають анізотропію твердості у різних кристалографічних площинах, так залежно від орієнтації мінімальне значення мікротвердості становить 13 ГПа, а максимальне 22 ГПа.
- Твердість за Роквеллом 92−94 HRA[10]
- Модуль пружності 710 ГПа
- Стандартна ентропія 8,5±1,5 кал/(моль∙ °C)
- Ентропія утворення з елементів − 0,31 кал/(моль∙ °C)
- Коефіцієнт лінійного теплового розширення 3,84−3,9∙10−6 1/K
- Характеристична температура (температура Дебая) 493 K
- Питомий електричний опір 19,2±0,3 мкОм∙см при 20 °C
- Питома електропровідність 52200 Ом−1∙см−1
- Термічний коефіцієнт електричного опору +0,495∙10−3 1/K при 20…1500 °C
- Коефіцієнт термо-е.р.с. −23,3 мкВ/град
- Робота виходу 3,6 еВ
- Стала Річардсона 2,7 А/(см2∙град2)
- Стала Холла −21,8±0,3 см3/K∙104
- Коефіцієнт електронної теплоємності 0,79 мДж/(моль∙град2)[11]

## Хімічні властивості
Карбід вольфраму є хімічно стійкою сполукою при кімнатній температурі до сірчаної, соляної, ортофосфатної, хлорної, щавлевої кислотам та сумішей сірчаної та фосфорної, сірчаної та щавлевої кислот. Не розчиняється в 10 % та 20 % розчинах гідроксиду натрію. Розчиняється у киплячих сірчаній, соляній, азотній, хлорній кислотах та в сумішах сірчаної та ортофосфорної, сірчаної та азотної кислот.
За кімнатної температури добре розчиняється в азотній кислоті і в царській воді за реакціями:
{\displaystyle {\mathsf {WC+10HNO_{3}\ {\xrightarrow {\tau }}\ WO_{3}\downarrow +CO_{2}\uparrow +10NO_{2}\uparrow +5H_{2}O}}}
{\displaystyle {\mathsf {WC+4HCl+10HNO_{3}\ {\xrightarrow {}}\ H_{2}[WCl_{4}O_{2}]+10NO_{2}\uparrow +6H_{2}O+CO_{2}\uparrow }}}
Також розчиняється у суміші азотної і плавикової кислот.
Суттєве окиснення карбіду вольфраму на повітрі починається при 500…700 °C, а вище за 800 °C повністю окиснюється у зв'язку з великою леткістю окису вольфраму. Окиснення вольфраму відбувається по реакції:
{\displaystyle {\mathsf {WC+2O_{2}=WO_{3}+CO}}}
За цією ж реакцією карбід вольфраму горить у рідкому кисні, аналогічно, як горить і алмаз.

## Застосування

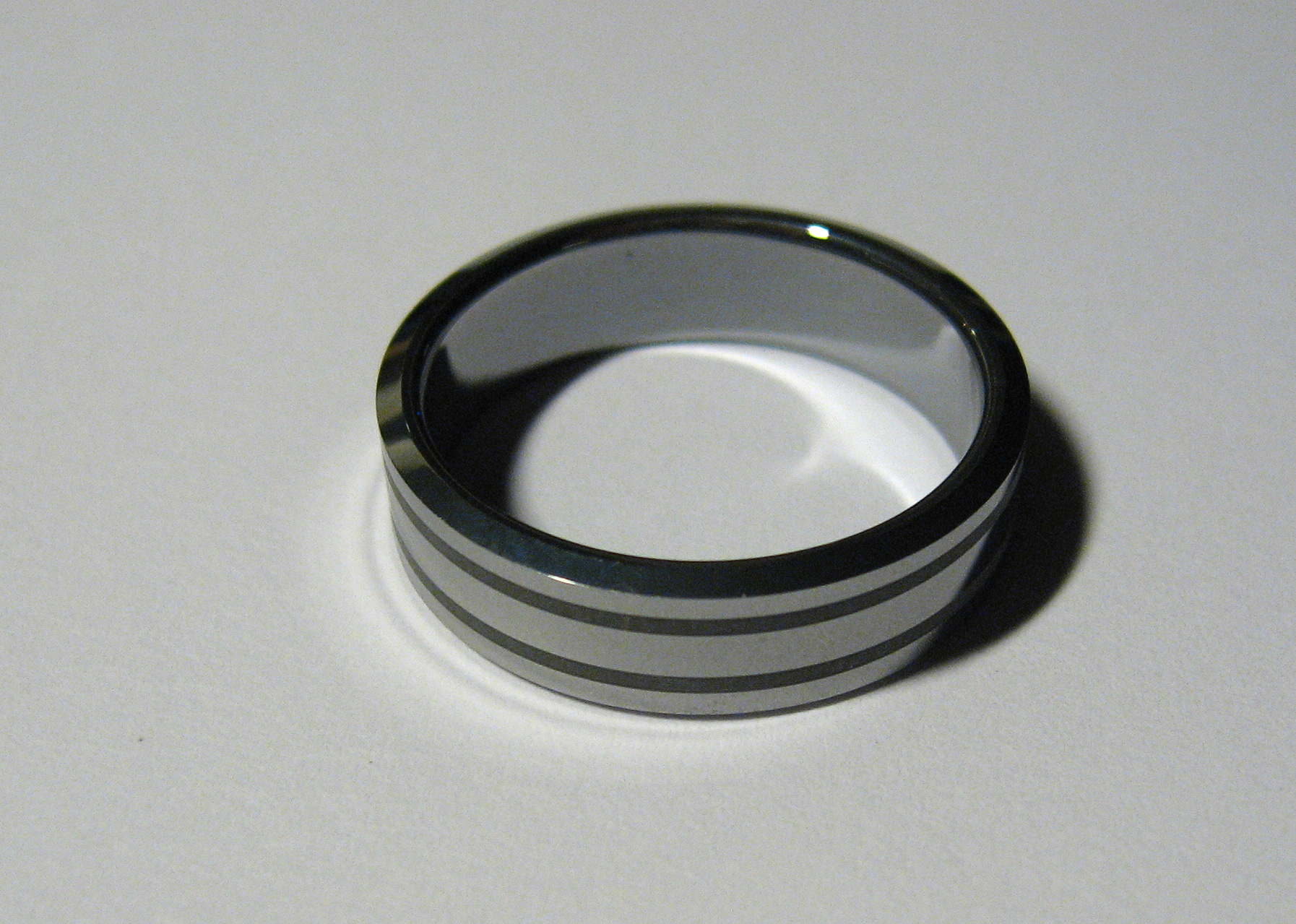
Перстень з карбіду вольфраму з гладкою шліфованою поверхнею

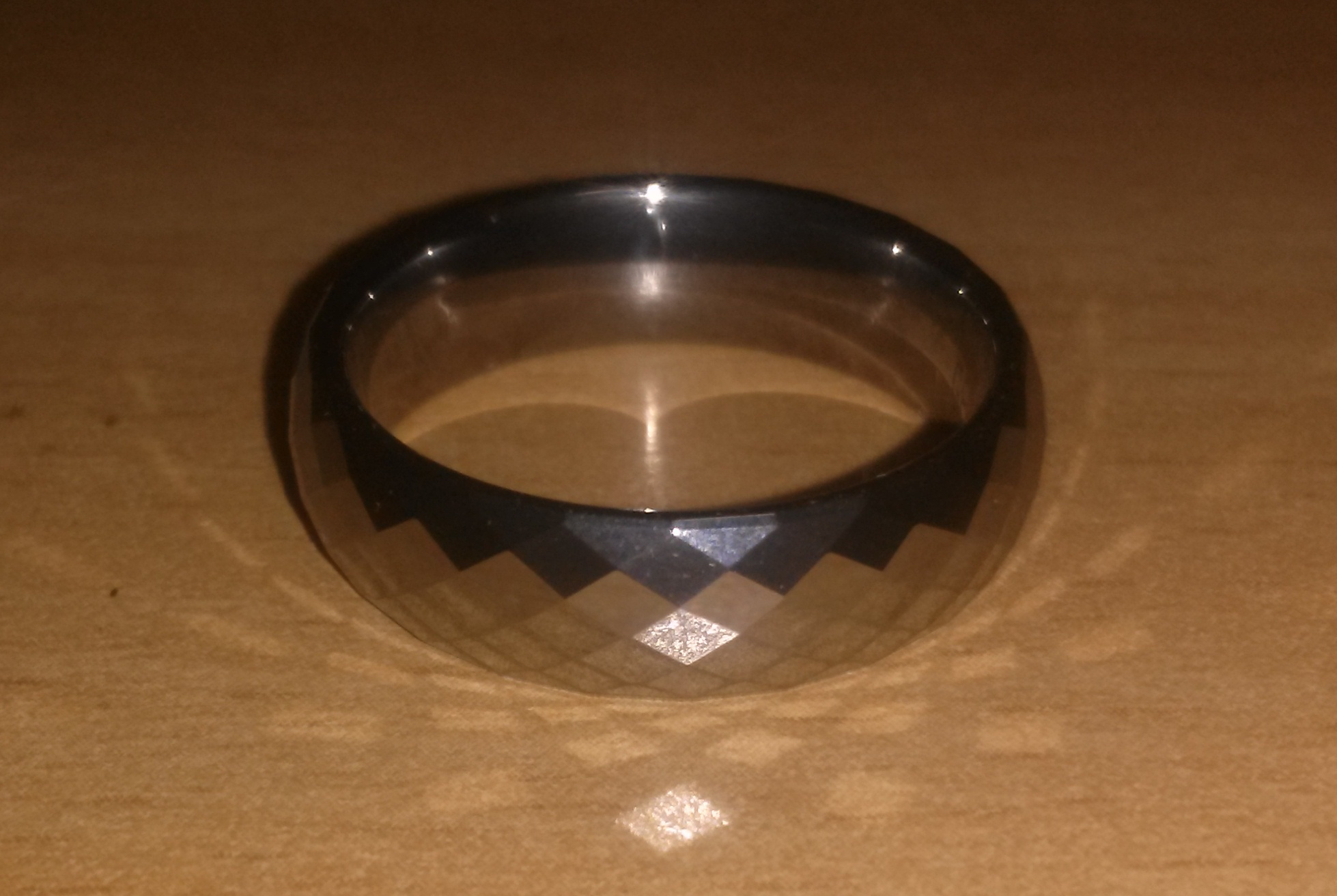
Перстень з карбіду вольфраму з огранкою

Карбід вольфраму активно застосовується в техніці для виготовлення інструментів, що вимагають високої твердості та корозійної стійкості, а також для зносостійкого наплавлення деталей, що працюють в умовах інтенсивного абразивного зношування з помірними ударними навантаженнями. Цей матеріал знаходить застосування у виготовленні різних різців, абразивних дисків, свердел, фрез, доліт для буріння та іншого різального інструменту. Марка твердого сплаву, відома як «побідит», на 90 % складається з карбіду вольфраму.
Активно застосовується у газотермічному напиленні та наплавленні у вигляді порошкового матеріалу для створення зносостійких покриттів. Так, реліт, що представляє собою евтектики WC-W2C, використовується для наплавлення на буровий інструмент та на інші вироби, які піддаються абразивному зношуванню. Карбід вольфраму є одним з основних матеріалів, що використовуються при заміні гальванічного хромування методом  високошвидкісного газополуменевого напилення.

### Як матеріал бронебійних осердь

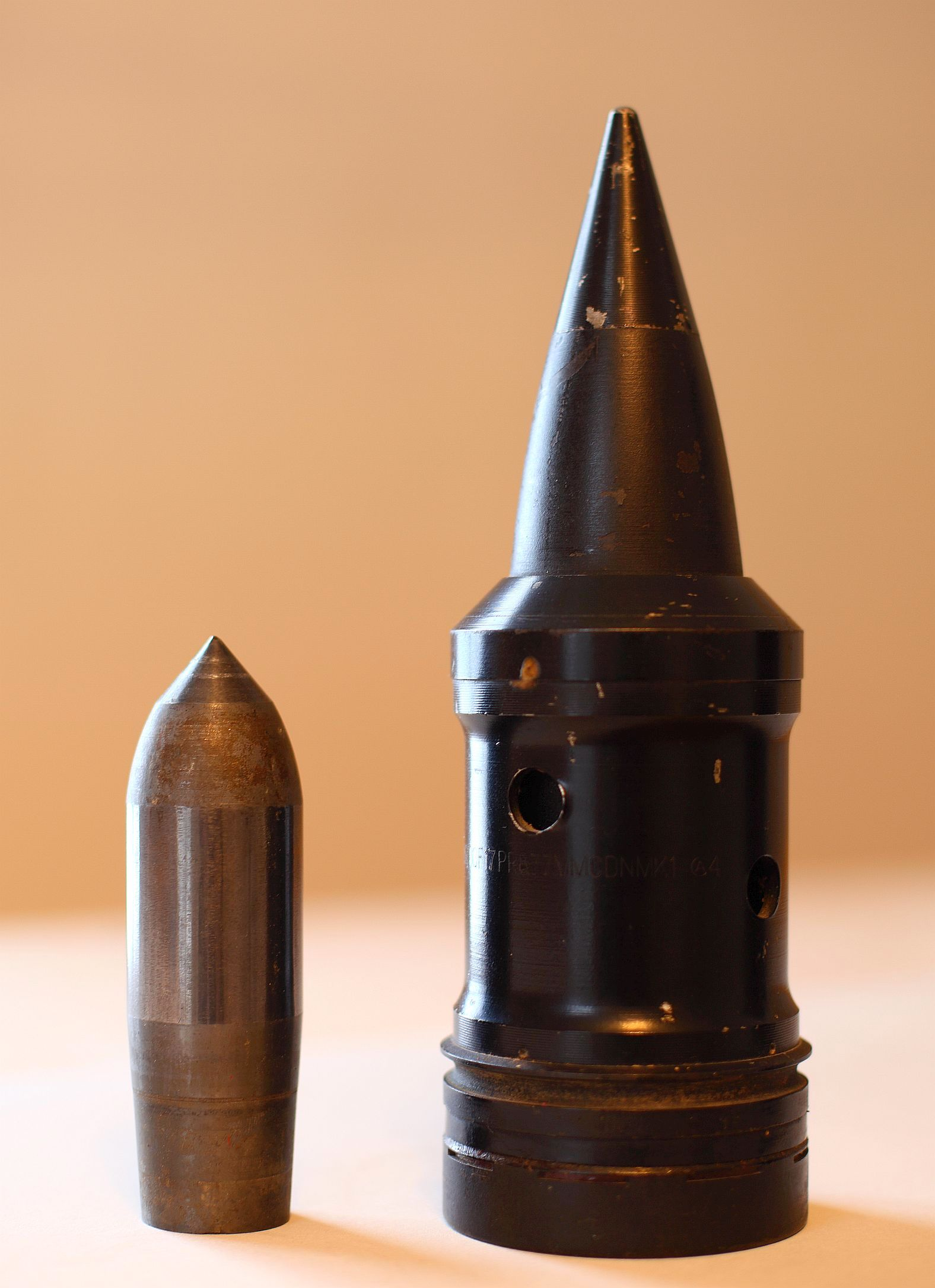
Бронебійний підкаліберний снаряд з відокремлюваним піддоном до британської гармати 76,2 мм часів Другої світової війни та його твердосплавне (WC) осердя

Особливо слід виділити використання карбіду вольфраму для виготовлення бронебійних осердь куль і снарядів. Початок широкого застосування твердосплавних (основа WC на кобальтовому в'яжучому, типів РЭ-6 (7,62-мм патрон з кулею БС-40), ВК6, ВК8 та аналогічних) бронебійних осердь, для заміни виконаних із загартованої сталі, припадає на 1940-і роки, і було пов'язане з настійною потребою підвищення ефективності бронепробивної дії боєприпасів в існуючих калібрах стрілецького та артилерійського озброєння, викликаної швидким нарощуванням захисту практично усіх видів озброєння наземної техніки. Найчастіше такі боєприпаси у калібрах стрілецької зброї й малокаліберної артилерії застосовувались збройними силами Німеччини (7,92-мм патрон з кулею SmK(H)) та СРСР (14,5-мм патрон з кулею БС). Зокрема на озброєнні сухопутних військ і ВПС Німеччини були боєприпаси з твердосплавними осердями у калібрах 15×96 мм/MG 151, маса кулі 0,052 кг; 20×138 мм/S-18/1100, 30×184 мм/MK-101, MK-103 і далі, включно з калібром 50 мм H-Pzgr та більші калібри протитанкової артилерії.
У 1960—1970-х роках у Швейцарії та ФРН було розроблено і взято на озброєння нові підкаліберні боєприпаси з твердосплавними осердями, у тому числі малокаліберної артилерії у калібрах 20×128 мм «Ерлікон-Контравес» та 20×139 мм «Іспано-Сюїза», що випускались за ліцензіями цілою низкою країн. У міру накопичення досвіду їх застосування прийшло також розуміння недоліків металокерамічних осердь, пов'язаних, у першу чергу, з їх схильністю до руйнування від згинальних напружень при взаємодії з бронезахистом під великими кутами до нормалі. При збільшенні кута взаємодії з бронею (відносно нормалі) ефективність бронепробивної дії боєприпасів з металокерамічним осердям знижувалася. Крім того, такі боєприпаси показали помітне зниження ефективності при стрільбі по рознесених та екранованих бронезахистах внаслідок їх руйнування в результаті різкого зняття напружень стиску після пробиття першої перешкоди (екрану). У другій половині 1970-х років завдяки успіхам у технології вольфрамових сплавів, що дозволили підвищити їх пластичність до δ = 5…7 %, було розроблено підкаліберні боєприпаси нового покоління, активна частина яких виконувалась уже з важкого сплаву на основі вольфраму (W-Ni, Co) або збідненого урану (U-0,75 % Ti), що мали певний запас пластичності. Нові постріли БПС з відокремлюваними частинами, були краще пристосовані для дії по броньованих цілях 1980—2000-х років.

### Інші застосування
Використовується при виробництві надміцних кульок розміром 1 мм для кулькових ручок. Полірування цих кульок проводиться у спеціальній машині протягом декількох діб з використанням алмазної пасти.
Застосовується для виготовлення браслетів для дорогих швейцарських годинників. Також карбід вольфраму набув великої популярності при виготовленні ювелірних виробів — перснів, кулонів — у яких його зносостійкість дозволяє гарантувати «вічний» блиск виробів.
Карбід вольфраму використовується як підкладка для платинового каталізатора.
Також використовується при виготовленні торцевих защільнювачів валів механізмів (наприклад у насосах) для випадків, коли середовище защільнення має високу абразивність та/або в'язкість.

## Токсичність
Карбід вольфраму є хімічно інертним, тому вироби з нього не становлять небезпеки для людини за нормальних умов. Летальна доза карбіду вольфраму для людини не визначена.
Дослідження, проведені у Дрезденському технічному університеті, Лейпцизькому центрі ім. Гельмгольца з проблем навколишнього середовища і Фраунгоферівському інституті керамічних технологій та систем показали, що нанопил карбіду вольфраму може проникати у клітини живих організмів. При цьому власне частинки вольфраму нетоксичні, проте при з'єднанні з кобальтом у певних концентраціях, вони можуть становити небезпеку для здоров'я клітин. При тривалому регулярному надходженні пилу карбіду вольфраму і кобальту в організм може виникнути фіброз.